# Mission opérationnelle transfrontalière
 (novembre 2014).
Si vous disposez d'ouvrages ou d'articles de référence ou si vous connaissez des sites web de qualité traitant du thème abordé ici, merci de compléter l'article en donnant les références utiles à sa vérifiabilité et en les liant à la section « Notes et références ».
Créée à l'initiative de la DATAR, avec le soutien de la Caisse des dépôts et du ministère de l'Équipement à partir de la mission interministérielle du même nom en 1997, la Mission opérationnelle transfrontalière, ou MOT, regroupe les autorités ministérielles et locales chargées des dossiers de coopération transfrontalière. Son premier président fut Roland Ries, entre 1997 et 2001.
Elle est la plate-forme principale d'échanges et de réflexion sur la coopération transfrontalière représentant toutes les tendances politiques au niveau national et européen. À l'origine, son action était concentrée sur cinq sites pilotes : Lille Métropole, les trois Eurodistrict d'Alsace (Saint-Louis/Bâle, Mulhouse-Colmar-Fribourg-en-Brisgau et Strasbourg/Kehl), l'Espace franco-genevois, la Métropole Côte d'Azur (Menton-Vintimille) et l'
Eurocité basque Bayonne - San Sebastián. Depuis 1998, la MOT regroupe au sein de son réseau les acteurs de la coopération transfrontalière. Elle fédère une grande diversité de membres, représentatifs des échelles et des acteurs impliqués dans les projets transfrontaliers. Le réseau compte à ce jour plus de soixante adhérents, issus de dix pays européens (France, Royaume-Uni, Belgique, Pays-Bas, Luxembourg, Allemagne, Suisse, Italie, Andorre, Espagne).

## Missions

### Veiller aux intérêts des territoires transfrontaliers
Les travaux menés par la MOT avec les acteurs locaux et régionaux - l’assistance et la mise en réseau - permettent de favoriser la prise en compte des territoires transfrontaliers dans les politiques nationales et européennes et d’aider à la définition de politiques et de stratégies d’ensemble. Pour ce faire, la MOT relaie les besoins du terrain auprès des autorités concernées et formule des propositions d’évolutions législatives et réglementaires. En France, la mise en place d’une « stratégie nationale pour le transfrontalier », avec la création d’un « dispositif national d’appui aux questions transfrontalières », est un enjeu majeur pour le développement des territoires. La MOT est un outil d’information, d’appui, de formation et de diffusion. Elle possède une vision globale et une approche pragmatique et différenciée des dynamiques à l’œuvre sur les territoires. Elle constitue un observatoire transfrontalier qui permet de connaître la situation aux frontières, d’assurer le suivi des décisions prises par l’État et d’élaborer des réflexions et des stratégies adaptées. En France, la mise en place d’une « stratégie nationale pour le transfrontalier », avec la création d’un « dispositif national d’appui aux questions transfrontalières », est un enjeu majeur pour le développement des territoires. La MOT est un outil d’information, d’appui, de formation et de diffusion. Elle possède une vision globale et une approche pragmatique et différenciée des dynamiques à l’œuvre sur les territoires. Elle constitue un observatoire transfrontalier qui permet de connaître la situation aux frontières, d’assurer le suivi des décisions prises par l’État et d’élaborer des réflexions et des stratégies adaptées. Les programmes européens destinés à soutenir la coopération transfrontalière, et plus généralement les politiques communautaires, sont des leviers pour le développement des territoires transfrontaliers. La MOT fait entendre la voix des territoires transfrontaliers en Europe, et contribue à la prise en compte de leur spécificité dans les programmes et les législations communautaires : prises de position sur la politique de cohésion, révisions du règlement communautaire sur le GECT, etc. Ces actions passent également par des partenariats directs avec les institutions européennes : Commission, Parlement, Comité des régions et Conseil de l’Europe. La MOT travaille en partenariat avec d’autres organismes œuvrant pour la coopération transfrontalière en Europe et dans le monde.

### Assister les porteurs de projets
La MOT apporte une assistance concrète et opérationnelle aux acteurs de différents niveaux souhaitant s’engager dans des projets transfrontaliers. Pour chaque intervention, la MOT adapte son expertise aux réalités du terrain en constituant des équipes de travail plurinationales et interdisciplinaires.

### Mettre en réseau les acteurs et les expériences
La MOT organise des séminaires et des conférences, des groupes de travail thématiques, et grâce à ses outils de diffusion et d'information (site Internet, publications...), la MOT crée des liens entre tous les acteurs et diffuse la connaissance des pratiques et des actions de coopération transfrontalière.

## Partenaires

### Partenaires thématiques au niveau national
- Fédération nationale des agences d'urbanisme
- Centre national de la fonction publique territoriale
- Euro-Institut
- Centre Européen de la Consommation
- Fédération des Parcs naturels régionaux de France

### Partenaires au niveau européen
- Commission européenne
- Parlement européen
- Comité des régions et plateforme des GECT
- Conseil de l'Europe
- Réseau CECICN
- Plateforme de Budapest
- CESCI
- Initiative France-Hongrie
- Association des régions frontalières européennes (ARFE)
- Réseau TEIN

### Partenaires au niveau international
- Club du Sahel et de l'Afrique de l'Ouest (CSAO) de l'OCDE.
- Fonds d'équipement des Nations unies (FENU).

## Dirigeants
L'association est présidée depuis septembre 2020 par Christian Dupessey, maire d'Annemasse. Elle a eu pour présidents successifs :
- 1998-2002 : Roland Ries, maire de Strasbourg de 1997 à 2000 et de 2008 à 2020 ;
- 2002-2008 : Pierre Mauroy, président de Lille Métropole de 1989 à 2008, ancien maire de Lille et ancien Premier ministre ;
- 2008-2018 : Michel Delebarre, ancien ministre d’État, sénateur du Nord ;
- 2018-2020 : Robert Herrmann, président de l'Eurométropole de Strasbourg[1] ;
- Depuis 2020 : Christian Dupessey, maire d'Annemasse[2].

Le député européen et ancien ministre Alain Lamassoure fut l'un des cinq vice-présidents de l'organisation.